# Ferdinand von Fürstenberg (1661–1718)

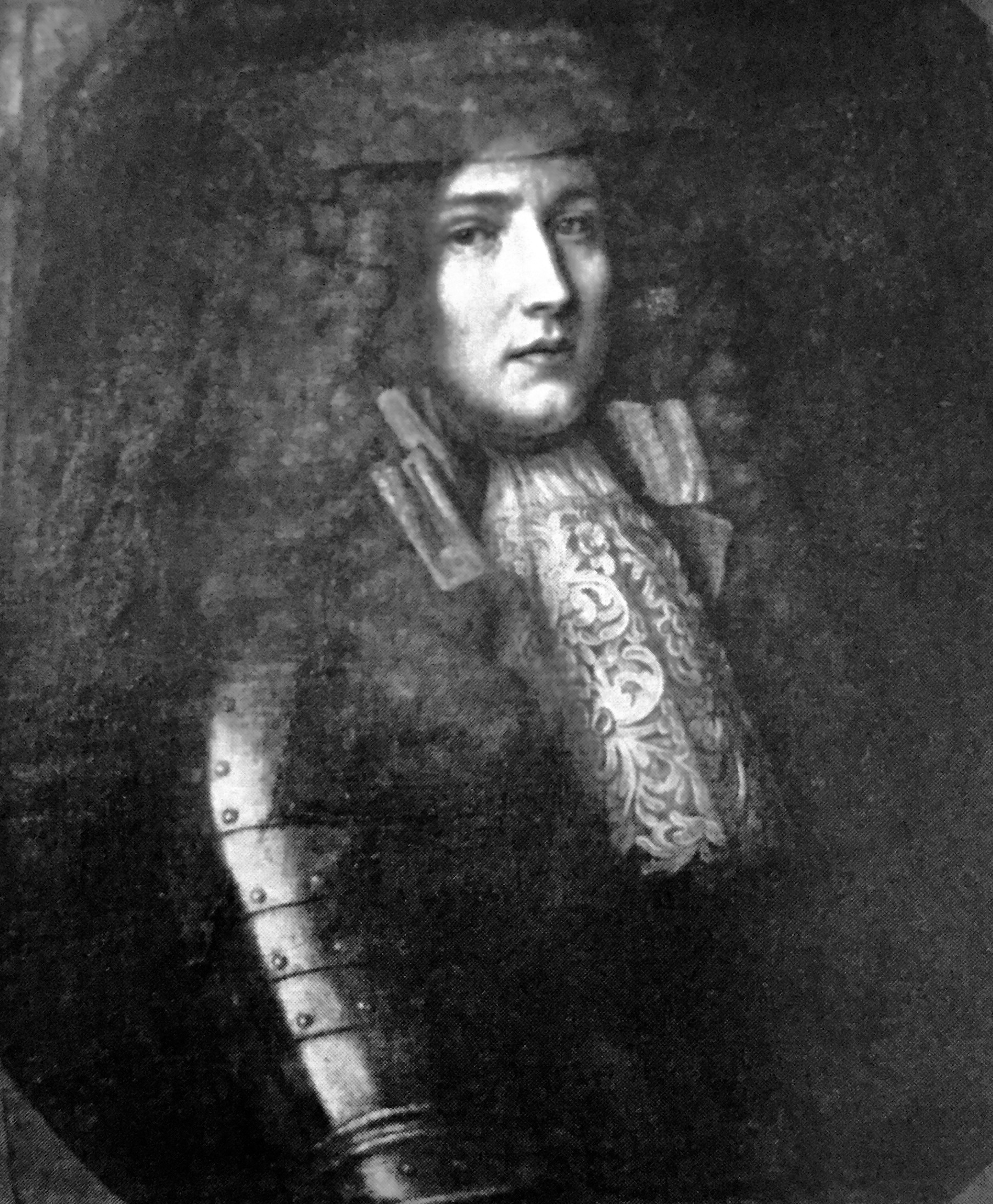
Ferdinand von Fürstenberg

Ferdinand von Fürstenberg (* 22. August 1661 auf Burg Schnellenberg; † 15. März 1718) war unter anderem Obriststallmeister des Hochstifts Paderborn sowie Erbdrost verschiedener Ämter im Herzogtum Westfalen. Er hat den Besitz des Hauses Fürstenberg durch verschiedene Erwerbungen stark vergrößert.   

## Frühe Jahre
Er war ein Sohn des Friedrich von Fürstenberg aus der westfälischen Familie von Fürstenberg und dessen zweiter Frau Maria Elisabeth von Breidbach. Seinen Vornamen bekam er zu Ehren seines Onkels Fürstbischof Ferdinand von Fürstenberg. Die Patin war Maria Jacobäa von Eltz, Äbtissin des Klosters Marienrath. Nach dem frühen Tod des Vaters übernahmen neben der Mutter die Brüder des Vaters die Verantwortung für ihn. Als nachgeborener Sohn war er, wie in der Familie des Stiftsadels üblich, für den geistlichen Stand vorgesehen. Er erhielt 1668 eine Präbende am Mainzer Dom und 1669 eine in Paderborn. Nach dem Tod seines Bruders Maximilian Heinrich im Jahr 1671, der zunächst als Erbe des Familienbesitzes vorgesehen war, trat Ferdinand an dessen Stelle und verzichtete auf seine Präbenden. 
Er besuchte 1673/74 das Gymnasium in Mainz, wechselte für ein Jahr nach Köln und danach zu seinem Onkel Wilhelm nach Salzburg. Dort studierte er Rechtswissenschaften. Nach einem Aufenthalt in Wien im Jahr 1679 kehrte er in die Heimat zurück. 
Kurz darauf starb die Mutter. Sein Onkel holte den Waisen an seinen Hof in Paderborn und ernannte ihn zum Obriststallmeister. Im Jahr 1680 beendete er seine Ausbildung mit einer Grand Tour. Gute Beziehungen seiner Familie ermöglichten ihm an den Hof in Versailles zu reisen, um dort seine Sprachkenntnisse zu verbessern und am Hof eingeführt zu werden. Mit einigen Begleitern reiste er über Köln und Brüssel nach Paris. Neben anderen hochrangigen Persönlichkeiten wurde er auch Ludwig XIV. vorgestellt. Er pflegte auf Bitten seines Onkels auch Kontakt, zu dem Bischof und ehemaligen kurkölnischen Minister Franz Egon von Fürstenberg (aus der süddeutschen nicht verwandten Familie). Inzwischen war Ferdinand auch zum Kölner Kammerherren ernannt worden. Vor seiner Abreise überreichte er in einer Abschiedsaudienz König, Königin und Minister Colbert Handschreiben des Fürstbischofs. Danach reiste er noch sechs Wochen durch Frankreich, ehe er nach Westfalen zurückkehrte.

## Eheschließung und Ämter
Nach seiner Rückkehr nahm er seinen Dienst als Obriststallmeister auf. Der Versuch, ihm den Titel eines kaiserlichen Kammerherren zu verschaffen, scheiterte. Im Jahr 1681 wurde er zum Paderborner Hofrat ernannt und begleitete seinen Onkel Wilhelm auf einer Gesandtschaftsreise nach Mainz und Trier sowie auf den Kreistag des Niederrheinisch-Westfälischen Kreistages. Seine Onkel drängte ihn, um die Familie zu erhalten, zu einer möglichst baldigen Heirat. Er heiratete 1682 Maria Theresia von Westphalen zu Laer. Die Hochzeit fand in der Residenz Schloss Neuhaus statt und der Fürstbischof selbst vollzog die Einsegnung. Die Frau brachte eine hohe Mitgift mit in die Ehe. Zur Hochzeit schickte Ludwig XIV. wertvolle Geschenke. Aus der guten Ehe gingen zusammen neun Söhne und sieben Töchter hervor, wovon allerdings einige schon jung starben. 
Nach dem Tod des Fürstbischofs verlor Ferdinand seine Hofämter in Paderborn. Er verwaltete in der Folge vor allem seine Besitzungen, beraten von seinem Onkel Johann Adolf, der auf Schloss Adolfsburg lebte. Im Jahr 1687 wurde er zum adeligen Rat des Herzogtums Westfalen ernannt. Nach seiner Heirat hat er die erblichen Drostenämter von Bilstein, Waldenburg und Fredeburg übernommen. Er war auch Gerichtsherr von Oberkirchen sowie Erbvogt der Klöster Grafschaft und Ewig. Auf Rat seines Onkels Wilhelm hielt er sich vom kurfürstlichen Hofdienst fern, wurde aber 1697 von Kurfürst Joseph Clemens von Bayern zum kurkölnischen Geheimen Rat ernannt. Er hat das kurfürstliche Vertrauen genossen und unterhielt intensive Kontakte zu den maßgeblichen Personen am Hof in Bonn aber auch zu den Fürstbischöfen von Münster und Paderborn. Besonders gut war sein Kontakt zum einflussreichen Domherren, Domdechanten und späteren Bischof Hugo Franz von Königsegg-Rothenfels. Gute Kontakte hatte er auch nach Wien, Hildesheim, Regensburg und Den Haag.
Er hat lange gezögert, welcher seiner Söhne die Nachfolge antreten sollte. So versuchte er alle Söhne mit geistlichen Pfründen zu versorgen. Dabei halfen ihm seine guten Beziehungen zu den führenden Familien des westfälischen Stiftsadels, führender Domherrn und den auch teilweise familiär verbundenen Fürstbischöfen. Franz Arnold von Wolff-Metternich zur Gracht war Ferdinand dankbar, da dieser eine wichtige Rolle bei dessen Ernennung zum Koadjutor in Paderborn und später bei der Bischofswahl in Münster gespielt hatte.

## Ausbau des Besitzes
Durch die gute Bewirtschaftung der Familiengüter zur Zeit der Vormundschaft seiner Onkel wurde der Bau des großen Turmes auf Burg Schnellenberg möglich. Das Erbe des fürstbischöflichen Onkels ermöglichte den Bau eines Turmes und von Ökonomiegebäuden am Schloss Herdringen. Zu einem geplanten Neubau kam es indes nicht. Im Jahr 1685 erwarb Ferdinand einen Großteil von Haus Hüsten mit den zugehörigen Besitzungen. Der Rest folgte 1712. Zusammen mit Johann Adolf erwarb er vom Deutschen Orden 1691 die Burg Waldenburg. Hinzu kam das Lehen über das Amt Schönholthausen. Ferdinand kaufte 1701 das Rittergut Bruchhausen im Kirchspiel Hüsten. Er erbte das Schloss Adolfsburg und Gut Langenei 1704 nach dem Tod des Onkels Johann Adolf. Das Erbe ermöglichte 1706 auch den Kauf der Herrlichkeit Horst im Vest Recklinghausen. Haus Horst ließ er umgestalten. Für die Herrlichkeit Horst wurde 1714 eine neue Gerichtsordnung erlassen. Der Erwerb von Schloss Höllinghofen misslang. Im Jahr 1718 erwarb er das Rittergut Ichterloh im Kirchspiel Nordkirchen mit einer Reihe von Nebengütern. Durch Erbe kamen weitere Güter etwa die sogenannte Grafschaft Boke nördlich der Lippe an ihn. 

## Rolle während des spanischen Erbfolgekrieges
Nachdem Kurfürst Joseph Clemens nach seinem Bündnis mit Frankreich im Zusammenhang mit dem spanischen Erbfolgekrieg vom Kaiser geächtet worden war, wurde die Situation auch für die Landstände des Herzogtums Westfalen, denen Ferdinand angehörte, schwierig. Sie hielten wenn möglich Kontakt zum Kurfürsten und suchten Kriegslasten durch Verhandlungen zu mildern. Im Herzogtum nahm Ferdinand dabei eine wichtige Rolle ein, weil niemand sonst über so hervorragende Beziehungen verfügte. Er führte in dieser Zeit de facto die Geschäfte des Landes. Er konnte aber Einquartierungen und ähnliche Kriegslasten nicht gänzlich verhindern. Ferdinand hielt auch den Kontakt zum Kurfürsten aufrecht. Dieser wandte sich vertraulich an ihn, anlässlich der bevorstehenden Kaiserwahl bei den Kurfürsten von Trier und Mainz dazu beizutragen, dass er teilnehmen könnte. Der Kurfürst stellte Bestechungsgelder in Höhe von 70.000 Reichstalern in Aussicht. Ferdinand hat dieses Ansinnen zwar nicht zurückgewiesen, ist ihm aber auch nicht nachgekommen. Nach Friedensschluss konnte Joseph Clemens seine Ämter als Erzbischof und Kurfürst wieder einnehmen. Ferdinand gehörte der westfälischen Delegation an, die ihm in Lüttich dazu beglückwünschen sollte. 
Ferdinand behielt auch in Folge die Gunst des Kurfürsten. Er begleitete ihn gelegentlich auf Reisen und wurde bei einem Aufenthalt in Bonn an die kurfürstliche Tafel geladen.     
Nach seinem Tod wurde er in der Franziskanerkirche in Attendorn beigesetzt.

## Nachkommen
Aus der Ehe mit Maria Theresia von Westphalen zu Laer stammten sechzehn Kinder (sieben Töchter, neun Söhne), darunter:
- Christian Franz Dietrich von Fürstenberg (1689–1755), Erbdroste
- Hugo Franz von Fürstenberg (1692–1755), Domherr
- Wilhelm Franz von Fürstenberg (1684–1707), Domherr
- Ferdinand Anton von Fürstenberg (1683–1711), Domherr
- Friedrich von Fürstenberg (Domherr) (1685–1706)
- Friedrich Christian von Fürstenberg (1700–1742), Domherr